# Tiempo de África Occidental

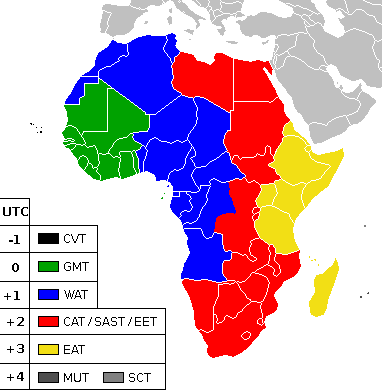
Zonas horarias de África.

El Tiempo de África Occidental (del inglés West Africa Time, WAT) es una zona horaria utilizada en la porción occidental de África, exceptuando los países al occidente de Benín, que utilizan el GMT. Toda la zona está adelantada una hora con respecto al tiempo universal coordinado (UTC+1), lo que la hace tener la misma hora que el CET.
Como todos los países de esta zona horaria se encuentran en la región ecuatorial, no tienen horario de verano, excepto Namibia, que usa el UTC+2 de septiembre a abril.

## Países
Los países de la zona son:
- Argelia
- Angola
- Benín
- Chad
- Camerún
- Gabón
- Guinea Ecuatorial
- Marruecos
- Níger
- Nigeria
- República Centroafricana
- República del Congo
- República Democrática del Congo (porción occidental)
- Túnez